# Бриггов
Бриггов (нем. Briggow) — община в Германии, в земле Мекленбург-Передняя Померания.
Входит в состав района Деммин. Подчиняется управлению Штафенхаген.  Население составляет 347 человек (на 31 декабря 2010 года). Занимает площадь 14,20 км².
Коммуна подразделяется на 3 сельских округа.